# Чуплинский, Евгений Александрович
Евге́ний Алекса́ндрович Чупли́нский (род. 14 марта 1965, Новосибирск, Новосибирская область, РСФСР, СССР) — российский серийный убийца, совершивший в период с 1998 по 2005 год 19 убийств проституток в городе Новосибирске, а также в Новосибирском и Коченёвском районах Новосибирской области. Убийства сопровождались расчленением, тела жертв были сильно изуродованы, у многих тел отсутствовали сердца. В 2018 году приговорён к пожизненному лишению свободы.

## Биография

### Жизнь до убийств
Евгений Чуплинский родился 14 марта 1965 года в городе Новосибирске. В школе учился средне. В 1981 году поступил в машиностроительный техникум. Был активным членом ВЛКСМ.
В 1984—1987 годах проходил службу в Пограничных войсках КГБ СССР. Имел отличия по боевой, физической и идеологической подготовке. Владел приёмами боевого самбо. У сослуживцев снискал славу меркантильного лицемера, который при любой возможности пытался обратить на себя внимание начальства. После службы в армии поступил на работу в милицию, дослужился до звания сержанта.
Работал во вневедомственной охране, сначала в Кировском районе Новосибирска, но в 2000 году перевёлся в Ленинский район. В 2003 году вышел на пенсию из органов внутренних дел с медалью «За отличие в службе» II степени и 46 благодарностями и грамотами. Выйдя на пенсию, с помощью родителей жены сумел организовать сеть собственных магазинов по продаже настенных украшений из металла. Был трижды женат. Имел двоих детей.

### Убийства
В 1998 году Чуплинский приобрёл автомобиль «ВАЗ-2108», после чего стал подрабатывать частным извозом. В ноябре того же года совершил первое убийство.
С 1998 года в разных безлюдных местах (лесополосы, свалки, обочины автодорог) стали находить тела убитых проституток. Рядом с ними были найдены различные амулеты неизвестного назначения, тела были расчленены, и на коже у трупов были вырезаны стрелки или пентаграммы. Отрезанные головы жертв Чуплинский помещал в капюшон. У следствия не было единого мнения — имели ли место ритуальные убийства, или Чуплинский делал всё это, лишь чтобы запутать следствие. Примечательно, что Чуплинский не только не прятал тела, но и оставлял их в местах, где их должны были легко найти. Тела всех жертв были настолько обезображены, что некоторых из них так и не смогли опознать.
В конце концов следствие смогло объединить все дела в одну серию, и стало ясно, что в Новосибирске разгуливает на свободе жестокий серийный убийца. Но делу это не помогло: хотя и были составлены два фоторобота, отличающиеся между собой, никто не мог гарантировать, что на них изображён именно убийца. После 2005 года серия убийств прекратилась. Следствие считало, что убийца мог сесть в тюрьму за другое преступление или умереть.
На протяжении очень долгого времени ни мотивы преступника, ни его предполагаемый возраст не были известны.
В октябре 2015 года был арестован по обвинению в других убийствах, не относящихся к данной серии, ранее судимый 39-летний таксист Алексей Иванов, которого проверяли на причастность к убийствам, совершённым Чуплинским. В ноябре 2016 года Иванов был приговорён к пожизненному лишению свободы за 4 убийства женщин, совершённые в Новосибирске, Мошковском и Новосибирском районах Новосибирской области в период с 11 мая по 16 октября 2015 года.

### Первый и второй аресты
Евгений Чуплинский впервые попал в поле зрения следствия в 2004 году, ещё до того, как все убийства объединили в серию, в связи с исчезновением одной из женщин, тело которой так и не было обнаружено. Выяснилось, что в ночь исчезновения женщины в её мобильный телефон была вставлена новая SIM-карта, зарегистрированная на Евгения Чуплинского. Задержанный рассказал, что занимался частным извозом, а телефон у него в машине оставили два молодых человека, которых он подвозил. Когда потребовалось оформить эти показания документально, Чуплинский для протокола рассказал несколько другую историю: молодые люди, которых он подвозил, попытались его ограбить, но безуспешно, а убегая, выронили мобильный телефон, который он и подобрал. Тогда разница в его показаниях не показалась следователям существенной.
В 2006 году, когда все дела объединили вместе, обнаружилось множество совпадений, которые указывали на Чуплинского. В частности, он утверждал, что пропавшую без вести не знал, а следствию к тому моменту было достоверно известно, что она занималась проституцией и была знакома с Чуплинским. Его сослуживцы рассказали, что он, по слухам, покрывал деятельность проституток, в том числе в районах, где происходили убийства. Тогда было принято решение задержать его — на этот раз по подозрению в причастности к убийствам. Выяснилось, что в 2000 году Чуплинскому пришлось перейти в другое подразделение вневедомственной охраны из-за вышеупомянутых слухов. Проститутки рассказали, что после допросов в Следственном комитете Чуплинский очень подробно выспрашивал у них, какие вопросы задавали и не спрашивали ли о нём. Однако убедительных доказательств его причастности к серии убийств по-прежнему не было. Обыск в одном из его гаражей, который провели с участием служебной собаки, обученной искать спрятанные и закопанные тела, несмотря на странное поведение собаки, результатов не дал. Чуплинского снова пришлось отпустить.

### Третий арест, суд и приговор
В 2016 году в Следственном комитете активно заработала молекулярно-генетическая лаборатория, были назначены соответствующие экспертизы. Их результаты показали, что сперма с места одного убийства и пот с ещё двух мест были оставлены Евгением Чуплинским. 23 апреля он был арестован по обвинению в 17 убийствах.
В январе 2017 года, согласно результатам психолого-психиатрической экспертизы, был признан вменяемым.
Первоначально Чуплинский признался в убийстве 29 женщин. 10 эпизодов доказать не удалось. 14 апреля 2017 года ему было предъявлено окончательное обвинение в 19 убийствах. Впоследствии он отказался от своих показаний.
28 февраля 2018 года суд присяжных признал Евгения Чуплинского виновным в совершении 19 убийств и одной краже. 6 марта Новосибирский областной суд приговорил его к пожизненному лишению свободы с отбыванием наказания в колонии особого режима.
11 сентября 2018 года приговор был отменён, и дело возвращёно в суд из-за того, что для некоторых эпизодов не была применена норма о сроке давности (некоторые убийства были совершены в 1998 году, срок давности по данному преступлению в рамках УК РФ обозначен в 15 лет).
22 ноября 2018 года Новосибирский областной суд повторно приговорил Евгения Чуплинского к пожизненному заключению.
15 сентября 2019 года этапирован в колонию особого режима ИК-6 посёлка Эльбан «Снежинка».

## В массовой культуре
- Документальный фильм «Двойная жизнь старшины Чуплинского» из цикла «Расследование Эдуарда Петрова» (2018)
- Документальный фильм «Маньяк в погонах» из цикла «Линия защиты» (2019)
- Документальный фильм «Сибирский монстр» из цикла «По следу монстра» (2020)
- Документальный фильм «Адвокаты маньяков» редакции «СПЕКТР» (2024)
- Сериал «Страх над Невой» (2023)